# Abdellatif Noussir
Abdelatif Noussir né le 20 février 1990 est un joueur marocain. Il évolue au poste de défenseur latéral droit 

## Biographie

### Club

#### Maghreb de Fès
Formé au Maghreb de Fès, il évolue en équipe A depuis 2008. il trouve sa place de titulaire au sein du club de la capitale spirituel mais la perd aussitôt après qu'un nouveau latéral débarque au Maghreb de Fès ; il s'agit de Hamza Hajji. Il quitte le club du Maghreb de Fès pour rejoindre le FUS de Rabat.
Après un bref passage au club de la Capitale, il revient à son club formateur. 

#### FUS de Rabat
Il débarque au FUS de Rabat en juin 2011 et remporte la Coupe de la CAF qui fut son tout premier titre en tant que joueur professionnel. Il fut également vice-champion du Championnat du Maroc de football en 2012.

#### Wydad Athletic Club
Il rejoint en 2014 le club de Casablanca qui se relève fraîchement d’une grande crise administrative. Sous l’ère du Gallois John Toshack, Noussir et les Rouges remportent le titre du championnat en 2015 et retournent sur le toit du continent en Ligue des Champions de la CAF en 2016 malgré une élimination face aux Égyptiens du Zamalek SC en 1/2 Finale. 
Après l’arrivée de Houcine Ammouta à la tête des Rouges, Noussir et ses coéquipiers remportent le championnat du Maroc en 2017 et sont aussi sacrés Champions D’Afrique en remportant la  Ligue des Champions de la CAF la même saison. 
Quelques mois plus tard, de retour de La Coupe du monde des clubs de la FIFA, ils remportent la Supercoupe de la CAF face aux Congolais du TP Mazembe 1 but à 0. 
Malgré la dégradation de ses prestations, il reste très apprécié du public Wydadi. Ces derniers le taquinent en le surnommant « Abdellatif Contrôle ».
Il est le seul joueur de la Botola à avoir remporté tous les titres : Championnat du Maroc de football, Coupe du Maroc de football , Coupe de la CAF, Ligue des Champions de la CAF et Supercoupe de la CAF.

### Sélection National

#### Olympique
Il est sélectionné la première fois en équipe du Maroc olympique de football en 2011 pour les qualifications aux JO 2012. Il se qualifie avec les olympiques marocains aux JO 2012 et figure sur la liste des participants. Il participe avec le Maroc et sort dès le premier tour de la compétition. Il compte actuellement 17 capes avec les olympiques.

### Equipe A
| Matches internationaux d'Abdellatif Noussir | Matches internationaux d'Abdellatif Noussir | Matches internationaux d'Abdellatif Noussir          | Matches internationaux d'Abdellatif Noussir | Matches internationaux d'Abdellatif Noussir | Matches internationaux d'Abdellatif Noussir | Matches internationaux d'Abdellatif Noussir | Matches internationaux d'Abdellatif Noussir |
| 0                                           | Date                                        | Lieu                                                 | Adversaire                                  | Score                                       | Résultats                                   | Compétitions                                |                                             |
| ------------------------------------------- | ------------------------------------------- | ---------------------------------------------------- | ------------------------------------------- | ------------------------------------------- | ------------------------------------------- | ------------------------------------------- | ------------------------------------------- |
| 1                                           | 14 novembre 2012                            | Stade Mohammed-V, Casablanca, Maroc                  | Togo                                        | —                                           | 0-1                                         | Match amical                                |                                             |
| 2                                           | 8 janvier 2013                              | Rand Stadium (en), Johannesbourg, Afrique du Sud     | Zambie                                      | —                                           | 0-0                                         | Match amical                                |                                             |
| 3                                           | 12 janvier 2013                             | Rand Stadium (en), Johannesbourg, Afrique du Sud     | Namibie                                     | —                                           | 2-1                                         | Match amical                                |                                             |
| 4                                           | 8 juin 2013                                 | Grand Stade de Marrakech, Marrakech, Maroc           | Tanzanie                                    | —                                           | 2-1                                         | Éliminatoires Coupe du monde 2014           |                                             |
| 5                                           | 15 juin 2013                                | Grand Stade de Marrakech, Marrakech, Maroc           | Gambie                                      | —                                           | 2-0                                         | Éliminatoires Coupe du monde 2014           |                                             |
| 6                                           | 14 août 2013                                | Stade Ibn Batouta, Tanger, Maroc                     | Burkina Faso                                | —                                           | 1-2                                         | Match amical                                |                                             |
| 7                                           | 7 septembre 2013                            | Stade Félix-Houphouët-Boigny, Abidjan, Côte d’Ivoire | Côte d'Ivoire                               | —                                           | 1-1                                         | Éliminatoires Coupe du monde 2014           |                                             |
| 8                                           | 11 octobre 2013                             | Stade Adrar, Agadir, Maroc                           | Afrique du Sud                              | —                                           | 1-1                                         | Match amical                                |                                             |

## Carrière
- 2008 - 2011 :  Maghreb de Fès
- 2011 - 2012 :  FUS de Rabat
- 2012 - 2014 :  Maghreb de Fès
- depuis 2014 :  Wydad de Casablanca[1]

## Palmarès

### En club
Maghreb de Fès (2) :
- Coupe de la confédération
  - Vainqueur en 2011
- Coupe du Trône
  - Vainqueur en 2011

 FUS de Rabat :
- Championnat du Maroc
  - Vice-champion en 2012

 Wydad AC (5) :
- Championnat du Maroc
  - Champion : 2015, 2017 et 2019
  - Vice-champion : 2016, 2018 et 2020
- Ligue des champions de la CAF
  - Vainqueur : 2017
  - Finaliste : 2019 (scandale rades)
- Supercoupe de la CAF
  - Vainqueur : 2018

### En sélection
Maroc olympique :
- Championnat d'Afrique des nations des moins de 23 ans
  - Finaliste en 2011